# Tierra de la Gloria
Tierra de la Gloria, es la versión en español de Gloryland, el Tema oficial de la XV Copa Mundial de la FIFA EE. UU. 1994, interpretado por el cantante estadounidense Daryl Hall y el coro Góspel Sounds of Blackness, incluida en la versión latinoamericana de Gloryland World Cup USA 94.

## Críticas
Esta canción, le valieron posteriores críticas negativas, por que no estaba dentro de la Cultura pop, principalmente su versión original en inglés.

## En Otros Países
Canal 13 de Argentina, divulgó un institucional que resumía todo lo vivido en Estados Unidos 1994, con la Banda Sonora en Español.